# Martina Kubičíková
Martina Kubičíková (* 12. Dezember 1991 in Zlín, Tschechoslowakei) ist eine ehemalige tschechische Tennisspielerin.

## Karriere
Martina Kubičíková, die am liebsten auf Sandplätzen spielte, begann im Alter von sieben Jahren mit dem Tennis. Auf dem ITF Women’s Circuit gewann sie insgesamt drei Einzel- und 16 Doppeltitel.

## Erfolge

### Einzel
Turniersiege 
| Nr. | Datum       | Turnier   | Kategorie   | Belag | Finalgegnerin     | Ergebnis       |
| --- | ----------- | --------- | ----------- | ----- | ----------------- | -------------- |
| 1.  | August 2009 | Prag      | ITF $10.000 | Sand  | Dominika Kanakova | 6:4, 6:1       |
| 2.  | Juli 2011   | Sarajevo  | ITF $10.000 | Sand  | Simona Dobrá      | 3:6, 7:5, 6:0  |
| 3.  | August 2011 | Innsbruck | ITF $10.000 | Sand  | Zuzana Zálabská   | 6:75, 7:5, 7:5 |

### Doppel
Turniersiege 
| Nr. | Datum          | Turnier    | Kategorie   | Belag     | Partnerin            | Finalgegnerinnen                        | Ergebnis           |
| --- | -------------- | ---------- | ----------- | --------- | -------------------- | --------------------------------------- | ------------------ |
| 1.  | April 2009     | Hvar       | ITF $10.000 | Sand      | Réka Luca Jani       | Elena Bogdan Martina Borecká            | 6:4, 0:6, [10:6]   |
| 2.  | Mai 2009       | Michalovce | ITF $10.000 | Sand      | Martina Borecká      | Simona Dobrá Lucie Kriegsmannová        | 2:6, 6:2, [11:9]   |
| 3.  | Mai 2010       | Olecko     | ITF $10.000 | Sand      | Martina Borecká      | Martina Frantová Simona Parajová        | 6:3, 6:1           |
| 4.  | August 2010    | Ilawa      | ITF $10.000 | Sand      | Martina Borecká      | Veronika Domagala Katarzyna Kawa        | 6:3, 6:1           |
| 5.  | September 2010 | Osijek     | ITF $10.000 | Sand      | Réka Luca Jani       | Petra Šunić Nataša Zorić                | 6:1, 6:1           |
| 6.  | September 2010 | Novi Sad   | ITF $10.000 | Sand      | Jana Jandová         | Lidsija Marosawa Ekaterina Yakovleva    | 6:74, 6:4, [11:9]  |
| 7.  | Oktober 2010   | Kairo      | ITF $25.000 | Sand      | Réka Luca Jani       | Stephanie Vogt Maša Zec Peškirič        | 6:74, 6:1, [11:9]  |
| 8.  | April 2011     | Bol        | ITF $10.000 | Sand      | Martina Borecká      | Evelyn Mayr Julia Mayr                  | 6:2, 6:4           |
| 9.  | April 2011     | Hvar       | ITF $10.000 | Sand      | Martina Borecká      | Ionela-Andreea Iova Zuzana Zlochová     | 6:0, 6:2           |
| 10. | Juli 2011      | Sarajevo   | ITF $10.000 | Sand      | Simona Dobrá         | Csilla Argyelán Ulrikke Eikeri          | 6:2, 6:1           |
| 11. | November 2011  | Antalya    | ITF $10.000 | Sand      | Vaszilisza Bulgakova | Laura-Ioana Andrei Raluca Elena Joitoiu | 7:63, 2:6, [12:10] |
| 12. | April 2012     | Hvar       | ITF $10.000 | Sand      | Tereza Smitková      | Tereza Martincová Petra Rohanová        | 6:2, 6:4           |
| 13. | Juli 2012      | Toruń      | ITF $25.000 | Sand      | Kateřina Kramperová  | Katarzyna Piter Barbara Sobaszkiewicz   | 1:6, 6:3, [10:4]   |
| 14. | Dezember 2013  | Vendryně   | ITF $15.000 | Hartplatz | Tereza Malíková      | Pernilla Mendesová Karolína Vlachová    | 7:62, 6:75, [10:7] |
| 15. | März 2014      | Antalya    | ITF $10.000 | Sand      | Estelle Cascino      | Martina Caregaro Anna Floris            | 6:72, 6:2, [10:7]  |
| 16. | Juli 2014      | Toruń      | ITF $25.000 | Sand      | Martina Borecká      | Hilda Melander Chantal Škamlová         | 7:64, 6:2          |